# Betsy Blair
Pour les articles homonymes, voir Blair.

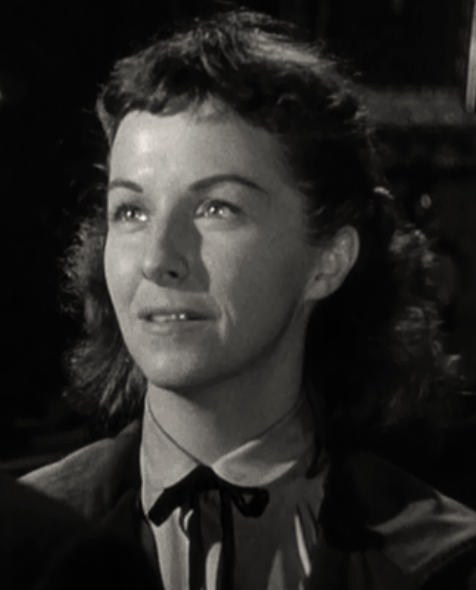
Dans Marty (1955)

Betsy Blair, de son vrai nom Elizabeth Winifred Boger est une actrice américaine née le 11 décembre 1923 à Cliffside Park (New Jersey) et morte le 13 mars 2009 à Londres (Angleterre). Elle a aussi fait carrière en Europe.

## Biographie
Fille d'une institutrice du New Jersey, elle s'inscrit un peu par hasard à une audition à New York et débute comme chorus girl dans une boîte de nuit. Gene Kelly tombe sous son charme et l'épouse. Il l'initie également à la politique, mais ses sympathies marxistes finissent par lui coûter cher : Betsy se retrouve blacklistée durant le maccarthysme. Elle s'exile alors à Paris, non sans réussir à tourner Marty, qui obtient la Palme d'or au Festival de Cannes en 1955. Elle fréquente l'acteur français Roger Pigaut, divorce de Gene Kelly en 1957 avant d'épouser le réalisateur Karel Reisz dont elle est veuve en 2002. Elle continue ensuite à tourner des films et des téléfilms et fait beaucoup de théâtre aux États-Unis, en Italie, en Angleterre ou en France (pour une reprise sur scène de « Tchin Tchin » et le film Mazel Tov de Claude Berri). Elle prend une semi retraite à la fin des années 1970. Elle publie son autobiographie, Le souvenir de tout cela : amours, politique et cinéma, au début des années 2000. Elle y revient notamment sur ses engagements politiques et les conséquences qu'ils eurent à la fois sur sa vie personnelle et sa carrière.

## Filmographie
- 1948 : La Fosse aux serpents (The Snake Pit) d'Anatole Litvak
- 1950 : Le Mystère de la plage perdue (Mystery Street) de John Sturges
- 1955 : Marty de Delbert Mann
- 1956 : Grand-rue (Calle mayor) de Juan Antonio Bardem
- 1956 : Rencontre à Paris de Georges Lampin
- 1957 : Le Cri (Il grido) de Michelangelo Antonioni
- 1960 : Les Dauphins (I delfini) de Francesco Maselli
- 1962 : Quand la chair succombe (Senilità) de Mauro Bolognini
- 1962 : Tout au long de la nuit (All Night Long)
- 1968 : Mazel Tov ou le Mariage de Claude Berri
- 1973 : A Delicate Balance de Tony Richardson
- 1978 : Autant en emporte l'argent
- 1986 : Descente aux enfers de Francis Girod
- 1988 : La Main droite du diable de Costa-Gavras

## Publication
- The Memory of All That: Love and Politics in New York, Hollywood, and Paris, Alfred A. Knopf, 2003

### Traduction en français
- Le souvenir de tout cela : amours, politique et cinéma, traduit de l'anglais par Aline Weill, Alvik éd., 2004